# Pliocrocuta perrieri
Pliocrocuta perrieri, también conocida como hiena de Perrier, es la única especie conocida del género extinto Pliocrocuta de carnívoros terrestres de la familia Hyaenidae, que vivió desde mediados del Plioceno hasta mediados del Pleistoceno, hace entre 3,2 millones de años y 500.000 años y sus restos fósiles se han encontrado en Europa, Asia y África.